# Sankt Georgen am Weinberg

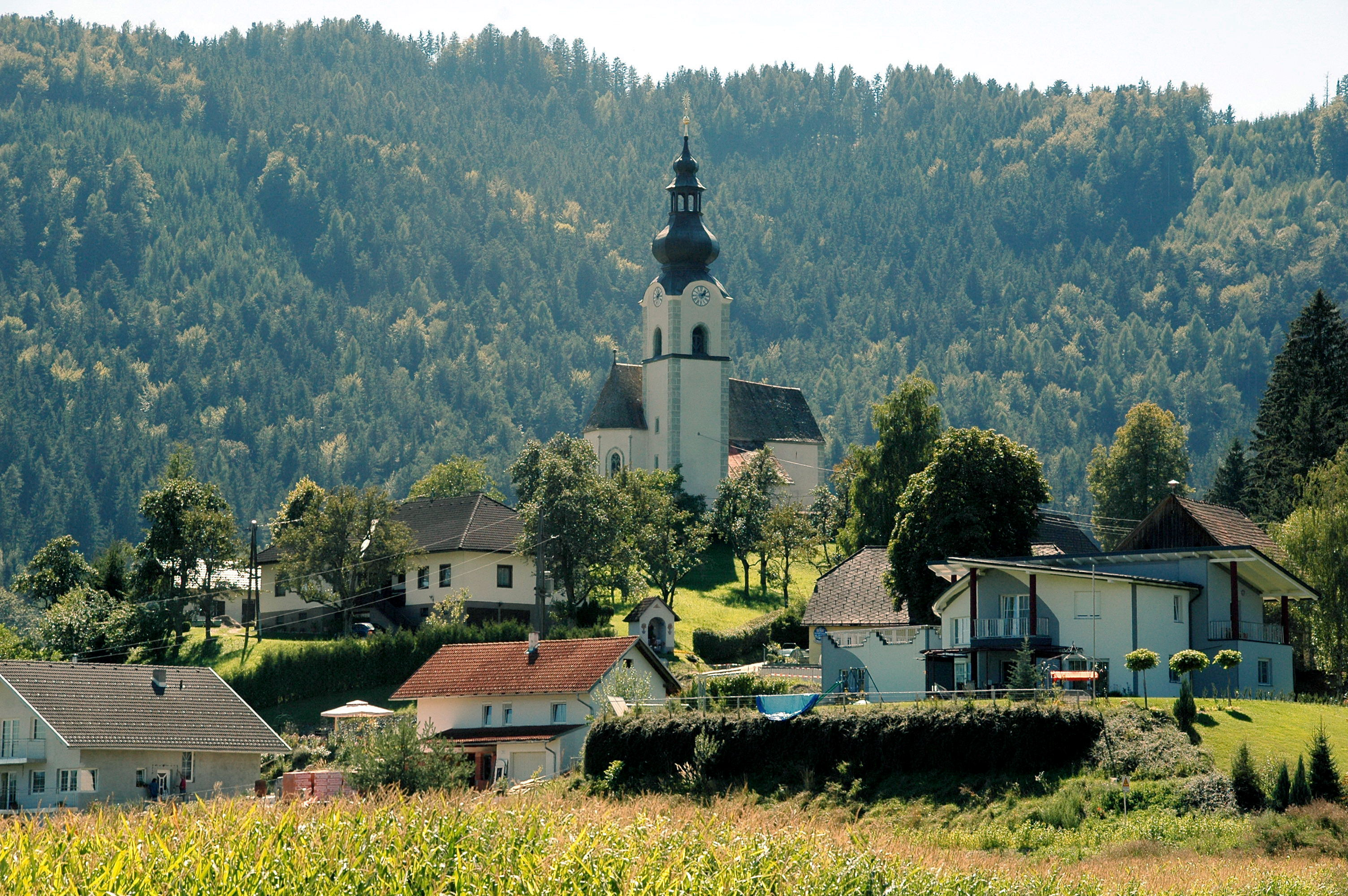
Pfarrkirche St. Georgen am Weinberg

St. Georgen am Weinberg (slowenisch: Šentjurij na Vinogradih) ist eine Ortschaft in der Stadtgemeinde Völkermarkt in Kärnten, in Österreich. Sie hat 89 Einwohner (Stand 1. Jänner 2024).

## Geografie
Der Ort liegt auf 560 Meter Seehöhe. 
Der Ort besteht zum großen Teil aus Liegenschaften, die rings um die gleichnamige Kirche auf einem kleinen Hügel angesiedelt sind. Im Norden wird der Ort durch den großteils bewaldeten Kreuzkogel (630 m) begrenzt, während er sonst unmittelbar von Äckern und Wiesen umgeben ist. Im Süden erhebt sich mit 849 Meter der kleine Frankenberg, an dessen dem Ort zugewandtem Fuße das Schloss Frankenstein liegt. Es wird landwirtschaftlich genutzt.

### Nachbarorte
Nachbarorte sind im Uhrzeigersinn im Norden beginnend: Kremschitz, Waisenberg, Führholz, Korb, Winklern und St. Leonhard.

## Kultur und Sehenswürdigkeiten
- Katholische Pfarrkirche St. Georgen am Weinberg